# برايس ماكين
برايس ماكين (بالإنجليزية: Brice McCain)‏ هو لاعب كرة قدم أمريكية أمريكي، ولد في 10 ديسمبر 1986 في دالاس في الولايات المتحدة.

## وصلات خارجية
- برايس ماكين على موقع مرجع كرة القدم المحترفة.كوم (الإنجليزية)